# حیدرآباد (خاوه)
حیدرآباد روستایی در دهستان خاوه جنوبی بخش خاوه شهرستان دلفان استان لرستان ایران است.

## جمعیت
بر پایه سرشماری عمومی نفوس و مسکن در سال ۱۳۹۵ جمعیت این روستا ۳۴ نفر (۱۱ خانوار) بوده‌است.